# وجهات النظر الهندوسية حول التطور

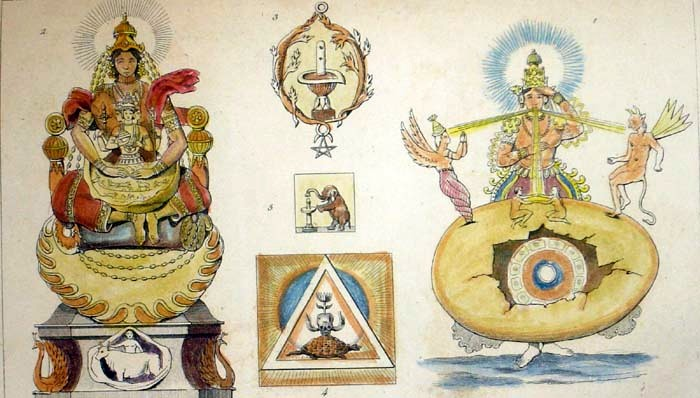
هيرانياغاربها أو «البيضة أو الرحم الذهبي»، وفقًا للفيدا الهندوسية، فالخلق جاء منها.

تتضمن الهندوسية مجموعة من وجهات النظر حول أصل الحياة والتطور. لا توجد قصة واحدة للخلق بسبب التنوع الديناميكي للهندوسية، وهي مشتقة من مصادر مختلفة مثل الفيدا وبعضها من البراهمانا وبعضها من البورانا، وبعضها فلسفي قائم على المفاهيم والبعض الآخر عبارة عن روايات. تذكر الريجفدا أن الهيرانياغاربها («الهيريانيا= ذهبي أو مشع» و «غاربها= الممتلئ/ الرحم») هي مصدر لخلق الكون، على غرار البيضة الكونية الموجودة في أساطير الخلق في العديد من الحضارات الأخرى. تحتوي أيضًا على أسطورة بدائية من أصل هندوسي أوروبي، نشأ فيها الخلق من تقطيع أوصال كائن كوني (البوروشا) ضحى به الآلهة. أما فيما يتعلق بخلق الآلهة البدائية نفسها، فإن الناساديا سكوتا من الريجفدا، تتخذ موقفًا شبه ملحد مشيرةً إلى أن الآلهة قد نشأت بعد خلق العالم، ولا أحد يعرف متى نشأ العالم لأول مرة. وُصف الإله الخالق براهما في النصوص البورانية اللاحقة، بأنه يؤدي فعل «الخلق»، أو بشكل أكثر تحديدًا «نشر الحياة داخل الكون». تعتبره بعض النصوص مكافئًا لهيرانياغاربها أو برووشا، بينما يذكر البعض الآخر أنه نشأ منهما. براهما هو جزء من ثالوث الآلهة الذي يشمل أيضًا فيشنو وشيفا، المسؤولين عن «الحفظ» و«الدمار» (للكون) على التوالي.
تذكر العديد من النصوص الهندوسية دور الخلق والدمار. يذكر شاتاباتا براهمانا أن الجيل البشري الحالي ينحدر من مانو، الرجل الوحيد الذي نجا من طوفان عظيم بعد أن حذره الله. يمكن مقارنة هذه الأسطورة بأساطير الطوفان الأخرى، مثل قصة سفينة نوح المذكورة في الكتاب المقدس والقرآن.
يجد الهندوس الدعم أو الإشارة إلى الأفكار التطورية في الكتب المقدسة. على سبيل المثال، يمكن النظر إلى مفهوم داشافاتارا على أنه يحمل بعض أوجه التشابه مع نظرية التطور لتشارلز داروين. يشبه التجسيد الأول لفيشنو في شكل سمكة، الأصل التطوري للأسماك في العصر السيلوري. في حين أن جدلية الخلق والتطور قد شهدت الكثير من الجدل في الولايات المتحدة والشرق الأوسط وأجزاء من أفريقيا، إلا أنها مجرد قضية تافهة في الهند، بسبب سكانها ذوي الأغلبية الهندوسية. وفقًا لمسح عام 2007 الذي أجراه مركز بيو للأبحاث في الولايات المتحدة، يوافق 80% من الهندوس الذين شملهم الاستطلاع على أن التطور هو أفضل تفسير لأصل الحياة البشرية على الأرض. مع ذلك، وفي الهند، كان هناك حد أدنى من الإشارات إلى الداروينية في القرن التاسع عشر. عارضت عناصر من إنجلترا الفيكتورية فكرة الداروينية. كانت فكرة وجود سلف مشترك بين البشر والحيوانات موجودة مسبقًا لدى الهندوس. ويعتقد الدارما الهندوسي أن للآلهة خصائص حيوانية، مما يدل على نظرية مفادها أن البشر يمكن أن يولدوا من جديد كحيوانات أو بخصائصهم.

## الكتب المقدسة الهندوسية
بحسب علماء الخلق الهندوس، فإن جميع الأنواع على الأرض بما في ذلك البشر قد «انتقلت» أو انحدرت من حالة عليا من الوعي الصافي. يدعي الخلقيون الهندوس أن أنواع النباتات والحيوانات هي أشكال مادية يتبناها الوعي الصافي، تعيش دورة لا نهائية من الولادات والانبعاث. يقول رونالد نمبرز: «أصر الخلقيون الهندوس على العصور القديمة للبشر، وهم يعتقدون أن البشر بدوا مكتملي التكوين منذ زمن بعيد، لربما قبل تريليونات السنين». يُعتبر الخلق الهندوسي شكلًا من أشكال خلق الأرض القديمة. بحسب علماء الخلق الهندوس، قد يكون الكون أقدم من مليارات السنين. تستند هذه الآراء إلى الفيدا، التي تصور العصور القديمة المتطرفة للكون وتاريخ الأرض.

### الخلق
الهندوسية هي تكتل/ مجموعة من وجهات النظر الفكرية أو الفلسفية المتميزة، وليست مجموعة صارمة وشائعة من المعتقدات. نتيجة ذلك، لا تقدم النصوص الهندوسية وصفًا قانونيًا واحدًا للخلق، بل تذكر مجموعة من النظريات حول خلق العالم، بعضها متناقض على ما يبدو. يرجع هذا إلى مجموعة واسعة من المعتقدات التي تتبناها المجموعة ذاتها من الناس في نفس الوقت الذي كُتبت فيه هذه الكتب المقدسة. يمكن وجود وجهتي نظر متناقضتين في وقت واحد، مع عدم محاولة أي من الطرفين فرض نفسه على الطرف الآخر. كانت الهند القديمة علامة على وجود مركز حقيقي للمعرفة.

#### الريجفدا
يذكر البوروشا سكوتا لأقدم ريجفدا هندوسي، بوروشا، وهو كائن كوني بدائي. يُوصف بوروشا على أنه كل ما كان موجودًا وما سيوجد على الإطلاق. شكل جسد هذا الكائن أصل أربعة أنواع مختلفة من الناس: البراهمة والراجانيا والفيشيا والشودرا. وُلدت فيراج، التي تُفسر على أنها البيضة الكونية أو الطاقة المزدوجة بين الذكر والأنثى من بوروشا والبوروشا ولد مرة أخرة من الفيراج، ثم قدم الآلهة الياجنا مع البوروشا، مما أدى إلى خلق الأشياء الأخرى في العالم الظاهر من أجزاء جسمه المختلفة وعقله. شملت هذه الأشياء الحيوانات والفيدا وفارناس والأجرام السماوية والهواء والسماء والسموات والأرض والاتجاهات والآلهة إندرا وأغني. من المحتمل أن هذه الأسطورة لها أصول هندية أوروبية بدائية، لأنها تشبه الأساطير الأخرى الموجودة في الثقافات الهندية الأوروبية، إذ نشأ الخلق من تقطيع أوصال كائن إلهي (يمير في الأساطير النوردية).

يشبه مفهوم البوروشا مفهوم البراهمانا الموصوف في النصوص اللاحقة.:318 أما فيما يتعلق بخلق الكائنات البدائية (مثل الآلهة الذين قدموا ذبيحة البوروشا) فإن الناساديا سكوتا تقول:
من يعرف حقًا ومن يستطيع أن يقسم،
كيف جاء الخلق ومتى وأين!
حتى الآلهة جاءت بعد اليوم الخلق،
من يعرف حقًا، من يستطيع القول حقًا؟
متى وكيف بدأ الخلق؟
هل فعلها؟ أم لم يفعل؟
فقط هو في الأعلى يعلم، ربما،
أو ربما حتى هو لا يعرف.

- ريج فيدا 7-1. 129. 10
تذكر ريجفيدا (121. 10) أيضًا الهيرانياغاربها (حرفيًا، الجنين/ الرحم/ البيضة الذهبية) التي كانت موجودة قبل الخلق. فُسرت هذه الاستعارة بشكل مختلف في النصوص المختلفة اللاحقة. تنص نصوص سامخيا على أن البوروشا والبراكريتي صنعا الجنين الذي نشأ منه العالم. في تقليد آخر، ظهر الإله الخالق براهما من البيضة وخلق العالم، بينما في تقليد آخر، فإن براهما نفسه هو هيرانياغاربها. وصفت النصوص الهندوسية اللاحقة طبيعة البوروشا وخلق الآلهة والتفاصيل الأخرى لأسطورة تكوين الجنين بشكل مختلف.
تذكر تراتيل ريجفدا المبكرة أيضًا تفاستار باعتباره أول مولود خالق للعالم البشري.